# Leewieken
Bij leewieken  (of kortwieken) van een vogel wordt aan een vleugel een gedeelte van het vleugelbeentje definitief weggenomen.

## Nederland
Sinds 1996 stelde artikel 40 van de Gezondheids- en welzijnswet voor dieren grenzen aan lichamelijke ingrepen bij dieren. In de regel zijn enkel maatregelen tot het onvruchtbaar maken van een dier of waarvoor een diergeneeskundige noodzaak bestaat, toegestaan. De wet bepaalt tevens dat het leewieken van vogels alleen is toegestaan bij vogels die in een niet-afgesloten ruimte worden gehouden.
Tevens mag sinds 1996 het leewieken enkel nog uitgevoerd wordend door een dierenarts. 
Tot 1 september 2001 was het leewieken ook toegestaan bij vogels die worden gehouden in een grote, op de grond loslopende groep.
Vanaf 2018 bestaat er een algeheel verbod op leewieken. In Nederland werden jaarlijks zeker 600 knobbelzwanen geleewiekt.